# Киплагат, Силас
Силас Киплагат — кенийский легкоатлет, бегун на средние дистанции, который специализируется в беге на 1500 метров. Серебряный призёр чемпионата мира 2011 года на и победитель игр Содружества 2010 года.
Профессиональную карьеру начал в 2008 году после окончания школы. Обладатель лучшего результата в мире 2010 года на дистанции 1500 метров. Второе место на гран-при Риети 2010 года на дистанции 1500 метров с результатом 3:31.97. Победитель одного из  этапов бриллиантовой лиги ИААФ в Монако в беге на 1500 метров.
На Олимпиаде 2012 года в Лондоне занял 7-е место. На чемпионате мира 2013 года в Москве занял 6-е место.

## Сезон 2014 года
9 мая на Qatar Athletic Super Grand Prix финишировал на 2-м месте — 3.29,70, уступив лишь своему соотечественнику Асбелю Кипропу. 25 мая на первом чемпионате мира по эстафетам он в составе эстафетной команды 4×1500 метров стал победителем с новым мировым рекордом. 31 мая на Prefontaine Classic занял 2-е место в беге на 1 милю с личным рекордом 3.47,88. 18 июля стал победителем Herculis — 3.27,64.